# Garibaldi (Oregon)
Garibaldi [ɡɛɹɪˈbɑːldi] ist eine Kleinstadt im Tillamook County im Nordwesten des US-Bundesstaats Oregon. Das U.S. Census Bureau hat bei der Volkszählung 2020 eine Einwohnerzahl von 830 auf einer Fläche von 3,4 km² ermittelt.
In Garibaldi sind die Tillamook-Indianer beheimatet, die von hier aus seit Jahrhunderten Fischfang betreiben.
Garibaldi ist an den U.S. Highway 101 angebunden.
Der Seehafen, der vor allem ein Fischereihafen ist, und die Marina sind die größten Wirtschaftsfaktoren des Ortes.

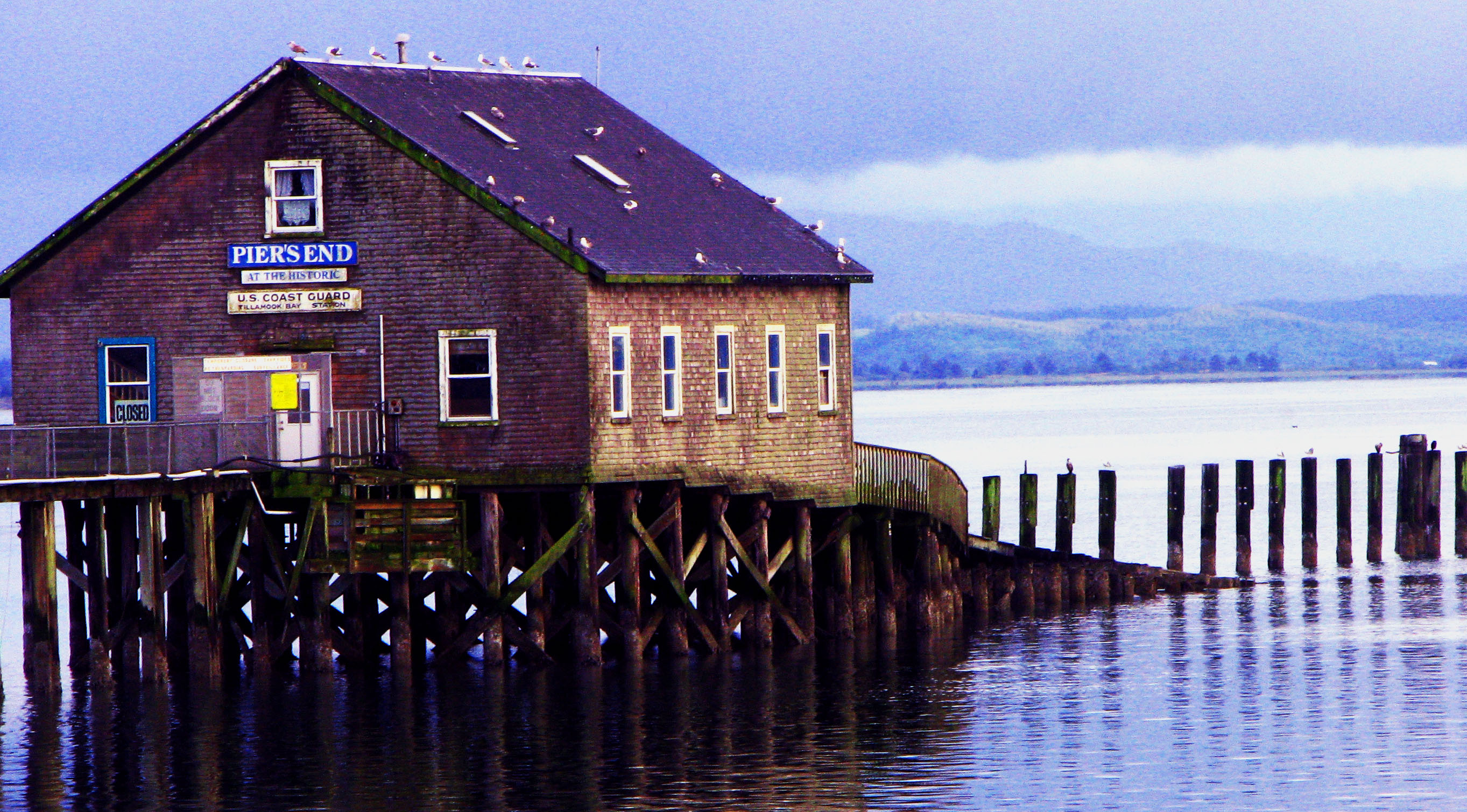
U.S. Coast Guard Station

Zu den Sehenswürdigkeiten zählen das Garibaldi Museum, das sich mit der Geschichte der Seefahrt im 18. Jahrhundert, dem Seefahrer Robert Gray und dem Pazifischen Nordwesten befasst, die Tillamook Bay Station der United States Coast Guard sowie Lion Lumbermen's Park mit einer kleinen Ausstellung historischer Eisenbahnen.